# Nannophlebia mudginberri
Nannophlebia mudginberri là loài chuồn chuồn trong họ Libellulidae. Loài này được Watson & Theischinger mô tả khoa học đầu tiên năm 1991.